# هربرت ليندنر
هربرت ليندنر (بالألمانية: Herbert Lindner)‏ هو مبارز بالسيف نمساوي، ولد في 15 سبتمبر 1952 في فيينا في النمسا.

## وصلات خارجية
- هربرت ليندنر على موقع أوليمبيديا (الإنجليزية)